# Michaela Schmidt (skoczkini narciarska)
Michaela Schmidt (ur. 27 listopada 1983 w Villingen-Schwenningen) – niemiecka skoczkini narciarska, reprezentantka SC Schönwald.
W 1999 wygrała pierwszy konkurs turnieju FIS Ladies Grand Tournee, przed Karlą Keck i Danielą Iraschko. Startowała też w kolejnych edycjach turnieju i zajmowała drugie miejsca w konkursach drużynowych (2000, 2001, 2002)
Najdłuższy skok w swojej karierze oddała na skoczni Adlerschanze w Hinterzarten, skacząc na odległość 105 metrów.
Mistrzyni Niemiec z lipca 2000.